# Liste öffentlicher Kneipp-Anlagen in Baden-Württemberg
In der Liste öffentlicher Kneipp-Anlagen in Baden-Württemberg sind Kneipp-Anlagen aller 44 Stadt- und Landkreise in Baden-Württemberg aufgeführt. Kneipp-Anlagen können laut Kneipp-Bund in Form von Wassertretanlagen oder Armbecken vorliegen und unterliegen grundsätzlich nicht der Trinkwasserverordnung. Kneipp-Anlagen werden häufig künstlich angelegt. Daneben gibt es in den natürlichen Verlauf von Fließgewässern eingebettete Wassertretstellen. Kneippen ist eine Behandlungsmethode der Hydrotherapie, die auf der Grundlage von Sebastian Kneipp, einem Naturheilkundler im 19. Jahrhundert, angewendet wird. Hierbei wird in kaltem Wasser auf der Stelle geschritten. In Armbecken werden die Arme bis zur Mitte der Oberarme ins kalte Wasser getaucht.

## Kneipp-Anlagen in Baden-Württemberg

### Aufteilung nach Land- und Stadtkreisen
Da es in Baden-Württemberg mehrere Hundert öffentliche Kneipp-Anlagen gibt, ist diese Liste in Teillisten für die Stadt- und Landkreise aufgeteilt. Die Teillisten erheben keinen Anspruch auf Vollständigkeit. Für einen Vergleich der einzelnen Land- und Stadtkreise siehe die Statistik öffentlicher Kneipp-Anlagen in Baden-Württemberg.

### Karte
Um zu einer Teilliste öffentlicher Kneipp-Anlagen zu gelangen, bitte den entsprechenden Kreis anklicken:

## Statistik
Derzeit sind in Baden-Württemberg 369 öffentliche Kneipp-Anlagen erfasst (Stand: 8. Juni 2021).
Die nachfolgende Statistik stellt die Verteilung der erfassten öffentlichen Kneipp-Anlagen in Baden-Württemberg nach Regierungsbezirken, Stadt- und Landkreisen dar. Bei einer baden-württembergischen Bevölkerung von 11.023.424 Einwohnern entfallen damit gerundet etwa 30.000 Einwohner auf eine öffentliche Kneipp-Anlage. Die sortierbare Liste ermöglicht Vergleiche der jeweiligen Kreise hinsichtlich der Anzahl der erfassten Kneipp-Anlagen:
| Regierungsbezirk | Kreis      | Listen öffentlicher Kneipp-Anlagen                                      | Anzahl |
| ---------------- | ---------- | ----------------------------------------------------------------------- | ------ |
| Freiburg         | Stadtkreis | Liste öffentlicher Kneipp-Anlagen in Freiburg im Breisgau               | 2      |
| Freiburg         | Landkreis  | Liste öffentlicher Kneipp-Anlagen im Landkreis Breisgau-Hochschwarzwald | 29     |
| Freiburg         | Landkreis  | Liste öffentlicher Kneipp-Anlagen im Landkreis Emmendingen              | 9      |
| Freiburg         | Landkreis  | Liste öffentlicher Kneipp-Anlagen im Landkreis Konstanz                 | 2      |
| Freiburg         | Landkreis  | Liste öffentlicher Kneipp-Anlagen im Landkreis Lörrach                  | 9      |
| Freiburg         | Landkreis  | Liste öffentlicher Kneipp-Anlagen im Ortenaukreis                       | 59     |
| Freiburg         | Landkreis  | Liste öffentlicher Kneipp-Anlagen im Landkreis Rottweil                 | 4      |
| Freiburg         | Landkreis  | Liste öffentlicher Kneipp-Anlagen im Schwarzwald-Baar-Kreis             | 16     |
| Freiburg         | Landkreis  | Liste öffentlicher Kneipp-Anlagen im Landkreis Tuttlingen               | 3      |
| Freiburg         | Landkreis  | Liste öffentlicher Kneipp-Anlagen im Landkreis Waldshut                 | 16     |
| Karlsruhe        | Stadtkreis | Liste öffentlicher Kneipp-Anlagen in Baden-Baden                        | 1      |
| Karlsruhe        | Stadtkreis | Liste öffentlicher Kneipp-Anlagen in Heidelberg                         | 2      |
| Karlsruhe        | Stadtkreis | Liste öffentlicher Kneipp-Anlagen in Karlsruhe                          | 0      |
| Karlsruhe        | Stadtkreis | Liste öffentlicher Kneipp-Anlagen in Mannheim                           | 2      |
| Karlsruhe        | Stadtkreis | Liste öffentlicher Kneipp-Anlagen in Pforzheim                          | 1      |
| Karlsruhe        | Landkreis  | Liste öffentlicher Kneipp-Anlagen im Landkreis Calw                     | 15     |
| Karlsruhe        | Landkreis  | Liste öffentlicher Kneipp-Anlagen im Enzkreis                           | 2      |
| Karlsruhe        | Landkreis  | Liste öffentlicher Kneipp-Anlagen im Landkreis Freudenstadt             | 25     |
| Karlsruhe        | Landkreis  | Liste öffentlicher Kneipp-Anlagen im Landkreis Karlsruhe                | 7      |
| Karlsruhe        | Landkreis  | Liste öffentlicher Kneipp-Anlagen im Neckar-Odenwald-Kreis              | 12     |
| Karlsruhe        | Landkreis  | Liste öffentlicher Kneipp-Anlagen im Landkreis Rastatt                  | 9      |
| Karlsruhe        | Landkreis  | Liste öffentlicher Kneipp-Anlagen im Rhein-Neckar-Kreis                 | 9      |
| Stuttgart        | Stadtkreis | Liste öffentlicher Kneipp-Anlagen in Stuttgart                          | 2      |
| Stuttgart        | Stadtkreis | Liste öffentlicher Kneipp-Anlagen in Heilbronn                          | 1      |
| Stuttgart        | Landkreis  | Liste öffentlicher Kneipp-Anlagen im Landkreis Böblingen                | 3      |
| Stuttgart        | Landkreis  | Liste öffentlicher Kneipp-Anlagen im Landkreis Esslingen                | 4      |
| Stuttgart        | Landkreis  | Liste öffentlicher Kneipp-Anlagen im Landkreis Göppingen                | 4      |
| Stuttgart        | Landkreis  | Liste öffentlicher Kneipp-Anlagen im Landkreis Heidenheim               | 8      |
| Stuttgart        | Landkreis  | Liste öffentlicher Kneipp-Anlagen im Landkreis Heilbronn                | 12     |
| Stuttgart        | Landkreis  | Liste öffentlicher Kneipp-Anlagen im Hohenlohekreis                     | 5      |
| Stuttgart        | Landkreis  | Liste öffentlicher Kneipp-Anlagen im Landkreis Ludwigsburg              | 4      |
| Stuttgart        | Landkreis  | Liste öffentlicher Kneipp-Anlagen im Main-Tauber-Kreis                  | 18     |
| Stuttgart        | Landkreis  | Liste öffentlicher Kneipp-Anlagen im Ostalbkreis                        | 12     |
| Stuttgart        | Landkreis  | Liste öffentlicher Kneipp-Anlagen im Rems-Murr-Kreis                    | 15     |
| Stuttgart        | Landkreis  | Liste öffentlicher Kneipp-Anlagen im Landkreis Schwäbisch Hall          | 4      |
| Tübingen         | Stadtkreis | Liste öffentlicher Kneipp-Anlagen in Ulm                                | 3      |
| Tübingen         | Landkreis  | Liste öffentlicher Kneipp-Anlagen im Alb-Donau-Kreis                    | 6      |
| Tübingen         | Landkreis  | Liste öffentlicher Kneipp-Anlagen im Landkreis Biberach                 | 2      |
| Tübingen         | Landkreis  | Liste öffentlicher Kneipp-Anlagen im Bodenseekreis                      | 6      |
| Tübingen         | Landkreis  | Liste öffentlicher Kneipp-Anlagen im Landkreis Ravensburg               | 10     |
| Tübingen         | Landkreis  | Liste öffentlicher Kneipp-Anlagen im Landkreis Reutlingen               | 4      |
| Tübingen         | Landkreis  | Liste öffentlicher Kneipp-Anlagen im Landkreis Sigmaringen              | 3      |
| Tübingen         | Landkreis  | Liste öffentlicher Kneipp-Anlagen im Landkreis Tübingen                 | 2      |
| Tübingen         | Landkreis  | Liste öffentlicher Kneipp-Anlagen im Zollernalbkreis                    | 9      |
| Gesamt           | Gesamt     | 44                                                                      | 369    |